# Kefar ha-Choresz
Kefar ha-Choresz (hebr. כפר החורש; ang. Kefar HaHoresh, lub także Kfar HaHoresh; pol. Wieś w Zalesionym Regionie lub Wieś w Gaju) – kibuc położony w Samorządzie Regionu Emek Jizre’el w Dystrykcie Północnym, w Izraelu. Członek Ruchu Kibuców (Ha-Tenu’a ha-Kibbucit).

## Położenie
Kibuc Kefar ha-Choresz jest położony na wysokości od 410 do 430 metrów n.p.m. na szczycie zalesionego wzgórza Givat Jif'a w masywie górskim Hare Nacerat, w Dolnej Galilei na północy Izraela. Masyw Hare Nacerat ciągnie się na wschód od kibucu w kierunku do miasta Nazaret. Teren wznosi się w kierunku północnym w stronę wzgórz Bahran (438 m n.p.m.) i Cameret (470 m n.p.m.), natomiast w kierunku wschodnim stromo opada do miasta Nazaret. W kierunku południowo-zachodnim teren opada do intensywnie użytkowanej rolniczo Doliny Jezreel. W otoczeniu Kefar ha-Choresz znajdują się miasta Nazaret i Migdal ha-Emek, oraz miasteczka Jafa an-Naserije i Ilut. Na zachód od kibucu jest baza wojskowa Ma’alul.
Kefar ha-Choresz jest położony w Samorządzie Regionu Emek Jizre’el, w Poddystrykcie Jezreel, w Dystrykcie Północnym Izraela.

## Historia
Badania archeologiczne odkryły w tym rejonie kultowy ośrodek sprzed ponad 9000 lat (neolit)u. Odnaleziono pozostałości 65 osób pochowanych pod olbrzymimi kamieniami nagrobnymi, które zostały wykonane z bloków białego gipsu o wadze około 3 ton. Udekorowanie czaszek zmarłych jest powodem dla którego archeolodzy przypuszczają, że był to ważny ośrodek kultowy w tamtych czasach. W kolejnych wiekach teren pozostawał opuszczony.
W wyniku I wojny światowej w 1918 roku cała Palestyna przeszła pod panowanie Brytyjczyków, którzy w 1922 roku utworzyli formalnie na tym obszarze Mandat Palestyny. Umożliwiło to w kolejnych latach rozwój osadnictwa żydowskiego w Palestynie. Realizując plany osadnictwa w Dolinie Jezreel, Żydowski Fundusz Narodowy wykupił w 1930 roku niewielki obszar górzystego terenu (4 km² ziemi) w pobliżu miasta Nazaret. Niekorzystne położenie w górskiej niedostępnej okolicy, oraz jałowe ziemie, zniechęcały do zakładania w tym miejscu osady rolniczej. Obawiano się jednak, że nieużytkowanie ziemi może doprowadzić do postawienia przez dawnych arabskich mieszkańców żądań jej zwrotu. Z tego powodu podjęto decyzję o utworzeniu stałego osiedla o charakterze rolniczym. Grupa założycielska zawiązała się już kilka lat wcześniej. W jej skład wchodzili członkowie żydowskiej syjonistycznej organizacji młodzieżowej Gordonia. Przeszli oni szkolenie rolnicze w rejonie osady Nes Cijjona, a następnie w 1933 roku przyjechali do Galilei i założyli nowy kibuc. W owym czasie była to jedna z nielicznych żydowskich osad utworzonych w górzystym terenie Galilei. Zdecydowana większość osiedli powstawała na terenach nizinnych, na których było dużo łatwiej rozwijać działalność rolniczą. Była to więc eksperymentalna osada, która dodatkowo znajdowała się w bardzo ważnym strategicznie miejscu, umożliwiającym kontrolowanie wyjazdu z arabskiego miasta Nazaret do Doliny Jezreel. Kibuc był bardzo odizolowany i otoczony ze wszystkich stron przez arabskie wioski. Z tego powodu w 1947 roku wybudowano asfaltową drogę łączącą kibuc z Doliną Jezreel. W poszukiwaniu skutecznego rozwiązania narastającego konfliktu izraelsko-arabskiego w dniu 29 listopada 1947 roku została przyjęta Rezolucja Zgromadzenia Ogólnego ONZ nr 181. Zakładała ona między innymi, że kibuc Kefar ha-Choresz miał znaleźć się w granicach nowo utworzonego państwa żydowskiego. Arabowie odrzucili tę Rezolucję i dzień później doprowadzili do wybuchu wojny domowej w Mandacie Palestyny. Na samym jej początku siły Arabskiej Armii Wyzwoleńczej zajęły okoliczne wioski i sparaliżowały żydowską komunikację w regionie. Kibuc Kefar ha-Choresz został odcięty, a jego wszystkich cywilnych mieszkańców ewakuowano. Oblężenie kibucu trwało ponad pół roku. Na samym początku I wojny izraelsko-arabskiej, w lipcu 1948 roku wojska izraelskie przeprowadziły operację „Dekel”. W jej trakcie, w nocy z 14 na 15 lipca zajęto sąsiednie wioski arabskie Malul i Al-Mudżajdil, dzięki czemu kibuc Kefar ha-Choresz został odblokowany. Opanowanie tych terenów pozwoliło Izraelczykom uzyskać przewagę strategiczną i 16 lipca zająć miasto Nazaret. Po wojnie kibuc został odbudowany, jednak jego dawni mieszkańcy nie powrócili. W kibucu zamieszkali nowi imigranci pochodzący z Węgier. W latach 90. XX wieku kibuc znalazł się w kryzysie ekonomicznym, co wymusiło na jego mieszkańcach przeprowadzenie w 2000 roku prywatyzacji. Obecnie kibuc przygotowuje się do budowy nowych 100 domów mieszkalnych.

## Demografia
Większość mieszkańców kibucu jest Żydami, jednak nie wszyscy identyfikują się z judaizmem. Tutejsza populacja jest świecka:

## Gospodarka i infrastruktura
Lokalna gospodarka opiera się na rolnictwie (uprawy polowe kukurydzy, słonecznika, pomidorów i innych), sadownictwie i hodowli drobiu. Przy kibucu działa duża piekarnia Oranim. Wielu mieszkańców znajduje zatrudnienie poza kibucem, w pobliskich strefach przemysłowych. W kibucu znajduje się ośrodek zdrowia, klinika stomatologiczna, warsztat mechaniczny oraz sklep wielobranżowy.

## Transport
Z kibucu wyjeżdża się lokalną drogą w kierunku południowo-zachodnim. Dojeżdża się nią do strefy przemysłowej przy mieście Migdal ha-Emek i skrzyżowania z drogą nr 75 (Hajfa-Nazaret), którą jadąc na wschód dojeżdża się do miasteczka Jafa an-Naserije i Nazaretu, lub jadąc na zachód dojeżdża się do wioski komunalnej Timrat.

## Edukacja i kultura
Kibuc utrzymuje przedszkole. Starsze dzieci są dowożone do szkoły podstawowej w kibucu Sarid lub szkoły średniej w kibucu Jifat. W kibucu znajduje się ośrodek kultury i biblioteka. Z obiektów sportowych jest basen kąpielowy, sala sportowa z siłownią oraz boisko. Z kibucu nadaje arabskojęzyczna rozgłośnia radiowa Radio A-Szams.

## Turystyka
Położone na zachód od kibucu zalesione wzgórza są popularnym terenem pieszych i rowerowych wycieczek. W miejscu zwanym Arab el-Isat organizowane są wakacyjne obozy młodzieżowe, o charakterze rekreacyjno-edukacyjnym.